# Franz Wunsch (SS-Mitglied)
Franz Wunsch (* 21. März 1922 in Drasenhofen; † 23. Februar 2009 in Wien) war ein österreichischer Aufseher im KZ Auschwitz-Birkenau.

## Leben
Franz Wunsch trat zum 15. August 1940 der SS bei, die er – nach eigener Aussage – für eine Elitetruppe hielt. Bei Kriegsausbruch ging er an die Front. Nach einem Knieschuss an der Ostfront wurde er der Stabskompanie der SS-Standortverwaltung Auschwitz zugeteilt. Otto Graf und er wurden als Aufseher und Kommandoführer in der SS-Wachmannschaft des KZ Auschwitz-Birkenau und dort im sogenannten Kommando „Kanada“ im Effektenlager, in der Lederfabrik und im Sonderkommando eingesetzt. Zeugen berichteten später, er sei ein „Judenhasser“ gewesen, habe mindestens einmal wöchentlich im Dienst an der Bahnrampe Selektionen vorgenommen und Männer wie Frauen brutal geschlagen.
Wunsch habe sein brutales Verhalten erst geändert, als er sich in die slowakische Jüdin Helena Citrónová verliebt habe. An ihrem ersten Arbeitstag im Effektenlager, dem Kommando „Kanada“ musste sie für eine SS-Geburtstagsfeier singen. Helena und ihre zehn Jahre ältere Schwester Rožinka konnte Wunsch vor der Gaskammer retten und nach den gegebenen Möglichkeiten versorgen, nicht aber Rožinkas zwei Kinder. Er habe sich dank Helenas Einfluss in „einen anderen Menschen“ verwandelt, so die späteren Zeugenaussagen.
Zum 1. Februar 1944 wurde er zum SS-Unterscharführer befördert. Am 18. Juli 1944 wurde Wunsch von dem SS- und Polizeigericht XV, Zweigstelle Kattowitz, wegen Diebstahls einiger kleiner Gegenstände aus dem Effektenlager im Gesamtwert von 30 Reichsmark zu fünf Wochen strengem Arrest in Einzelhaft verurteilt.
Franz Wunsch, nach dem Krieg als Reisender berufstätig, kam am 25. August 1971 in Wien in Haft. Er wurde im zweiten Wiener Auschwitz-Prozess vom 25. April bis 27. Juni 1972 gemeinsam mit Otto Graf, ebenfalls SS-Wachmann im KZ Auschwitz, nach einer zweimonatigen Verhandlung durch das Geschworenengericht „trotz erdrückender Schuldbeweise“ am 27. Juni 1972 wegen Verjährung freigesprochen (Urteil: LG Wien 20 Vr 3805/64). Die Anklage lautete „Teilnahme an Massenmorden im Vernichtungslager Auschwitz-Birkenau (Verbringung der für die Vergasung Vorgesehenen mittels Gewaltanwendung zur Gaskammer, Mitarbeit beim Rampendienst, Werfen des Blausäurepräparates Zyklon B in die Gaskammern) und Gewaltverbrechen an jüdischen Häftlingen während seines Dienstes in Auschwitz“. Diese Mordanklage wurde nach dem zur Tatzeit geltenden § 211 RStGB vorgenommen, jedoch konnte letztlich nur Totschlag nach § 212 RStGB zweifelsfrei nachgewiesen werden, der inzwischen verjährt war. Der Vorwurf des Gewaltverbrechens basierte auf Aussagen, wonach Franz Wunsch am 7. Oktober 1944, als im Sonderkommando ein Aufstand stattgefunden hatte, einen 20-jährigen griechischen Juden, Arbeiter des Aufräumungskommandos, erschossen haben soll.
Der am 23. Februar 2009 verstorbene Franz Wunsch ist am Hütteldorfer Friedhof bestattet.

## Filmografie
- 2020: Liebe war es Nie. Dokumentar- und Kinofilm. Israelisch-österreichische Koproduktion von Nir Sa’ar und Kurt Langbein (Sohn des Widerstandskämpfers und KZ-Häftlings Hermann Langbein). Finanziert von Langbein & Partner Media in Zusammenarbeit mit dem ORF aus Mitteln des Film/Fernseh-Abkommens, fertiggestellt im Februar 2018. Erstaufführung: Docaviv Documentary Film Festival, Dezember 2020: Frank Lowy Award als Bester Israelischer Film.[17] Kinopremiere im Rahmen des Jüdischen Filmfestivals Wien 2020 am 10. Oktober 2020 (hebräische Originalfassung mit deutschen Untertiteln).[18][19] Erstausstrahlung im Fernsehen am 24. Jänner in ORF 2 in der Reihe dokFilm.[20]